# Muhlenbergia confusa
Muhlenbergia confusa är en gräsart som först beskrevs av Eugène Pierre Nicolas Fournier, och fick sitt nu gällande namn av Jason Richard Swallen. Muhlenbergia confusa ingår i släktet muhlygräs, och familjen gräs. Inga underarter finns listade i Catalogue of Life.